# 伊琳娜·克鲁什
伊琳娜·克鲁什（烏克蘭語：Ірина Круш，1983年12月24日—），美国女子国际象棋棋手、特级大师。
克鲁什出生于苏联敖德萨（现位于乌克兰），1989年随父母移民美国。她曾先后获得过1998年、2007年、2010年、2012年、2013年、2014年、2015年七次美国国际象棋女子冠军。2013年，她获得了国际象棋特级大师称号。